# Impôt sur la nationalité
Le principe de l'impôt sur la nationalité, appelé également impôt universel, est de soumettre les nationaux à un impôt même si ceux-ci résident à l'étranger. Il aurait notamment pour but d'éviter l'évasion fiscale et a parfois été dénommé, à ce titre, Impôt Johnny, en référence à la domiciliation de Johnny Hallyday en Suisse afin de bénéficier de leur impôt au forfait.
Cette forme de taxation existe déjà en quelque sorte aux États-Unis, en Érythrée et en Suisse (taxe d'exemption de service militaire). Dans d'autres pays, elle reste à l'état de proposition politique.

## Situation aux États-Unis
Le principe aux États-Unis est qu'une personne possédant la nationalité américaine doit payer des impôts sur ses revenus, où qu'elle soit sur la planète. Ce n'est donc pas un impôt particulier mais une modalité de l'imposition américaine sur le revenu. Ce dernier trouve donc à s'appliquer même sur des résidents à l'étranger. Plusieurs mesures permettent aux citoyens de déduire de leurs revenus une part plus ou moins importante suivant la situation : elles sont répertoriées dans le Foreign Earned Income Exclusion (Exclusion de l'Impôt sur le Revenu à l'Étranger). Ces exclusions ne concernent que les premiers 95 100 $ (en 2012) du salaire d'un citoyen américain résidant à l'étranger. Tout revenu au-delà de cette somme est imposable par l'IRS (fisc américain), sauf si l'impôt local est supérieur.
Ce principe remonte à la guerre de Sécession, lorsque certains riches Américains fuyaient le pays pour ne pas être enrôlés dans l'armée.
Par exemple, les Américains résidant en France ne sont pas imposables par l'IRS, puisque l'imposition française est plus forte qu'aux États-Unis. Mais ceux exilés aux Îles Vierges doivent payer la différence (à moins de renoncer à la citoyenneté américaine).
Pour les citoyens américains par droit du sol qui n'ont jamais vécu plus de quelques mois aux États-Unis, la situation est difficile, puisque ceux-ci découvrent brusquement les impôts américains, notamment depuis que la loi FATCA oblige les banques à transmettre les documents fiscaux des citoyens américains. Certaines banques refusent ainsi les clients américains. Les processus pour renoncer à sa nationalité sont longs, coûteux, et non rétroactifs pour le paiement des impôts.

## Érythrée
L'Érythrée pratique la « taxe de la diaspora » qui consiste à exiger 2 % des revenus des Érythréens de l'étranger. Cette taxe n'est techniquement pas obligatoire, mais refuser de la payer peut avoir des conséquences négatives. Elle est parfois assimilée à de l'extorsion,.

## Suisse
Un citoyen suisse âgé entre 18 et 37 ans doit payer la taxe d'exemption de l'obligation de servir pour résider plus de douze mois consécutifs à l'étranger.

## Propositions en France
Il a été proposé en France par Dominique Strauss-Kahn lors de la campagne présidentielle de 2007. L'impôt viserait les personnes gagnant plus de 200 000 € par an, soit 5 à 10 % des expatriés ou 50 000 personnes,,.
En 2011, la Cour des comptes avait proposé la mise en place d'un tel impôt afin de lutter contre l'évasion fiscale. En 2012, une convention en discussion entre la France et Andorre permettrait l'imposition des résidents andorrans de nationalité française. En mars 2012, Nicolas Sarkozy souhaite mettre en place un impôt sur la nationalité qui viserait les exilés fiscaux. Jean-Luc Mélenchon défend de façon similaire en janvier 2017 un impôt universel, visant notamment la famille Mulliez, dont certains membres résident en Belgique. Environ deux millions de Français expatriés seraient concernés.